# Der Fall Jakob von Metzler
Der Fall Jakob von Metzler ist ein deutscher Spielfilm von Stephan Wagner aus dem Jahr 2012 mit Robert Atzorn, Uwe Bohm und Johannes Allmayer in den Hauptrollen. Der ZDF-Fernsehfilm beschreibt den realen Mordfall Jakob von Metzler und den anschließenden Daschner-Prozess.

## Handlung
Der Film beginnt mit der Belagerung des Hauses des ehemaligen stellvertretenden Frankfurter Polizeipräsidenten Wolfgang Daschner durch die Presse. Dieser war Leiter der Ermittlungen im Entführungs- und Mordfall Jakob von Metzler und wird mit anonymen Briefen, die ihm seine Ermordung androhen, belästigt. Sein Haus wird mit Eiern beworfen.
Rückblende: Der elfjährige Bankierssohn Jakob von Metzler wird am 27. September 2002 auf dem Heimweg von seiner Schule, der Carl-Schurz-Schule, in der Nähe seines Elternhauses in Frankfurt-Sachsenhausen entführt. Daschner bildet sofort eine Sondereinheit, die die Kommunikation mit den Entführern und die Betreuung der Familie von Metzler übernimmt. Ein Profiler glaubt anhand des Erpresserbriefes, dass es sich beim Entführer um einen dilettantischen Einzeltäter handeln muss.
Diese Annahme bestätigt sich bei der Geldübergabe: Der Täter lässt sich beim Abholen des Geldes beobachten. Die Polizei ermittelt den 27-jährigen Jura-Studenten Magnus Gäfgen als denjenigen, der das Geld abgeholt hat. Sie überwacht ihn bei der Tätigung verschwenderischer Ausgaben. Als sich der Verdacht erhärtet, dass er nicht daran denkt, den Jungen freizulassen, nimmt sie ihn fest. Gäfgen vertritt in den anschließenden Verhören zunächst die Version, ein unbekannter hochdeutsch sprechender Mann habe ihn mit der Abholung des Geldes beauftragt und ihm dafür 20.000 Euro gegeben. Die Polizei glaubt ihm kein Wort. 
Als die Beamten in seiner Wohnung eine handschriftliche „Checkliste“ bezüglich einer Entführung in Gäfgens Handschrift finden, beginnt dessen Version zu bröckeln. Gäfgen verlangt, einen Rechtsanwalt zu sprechen, gesteht die Entführung des Kindes und erzählt der Polizei, dass Jakob von Metzler noch am Leben sei. Dabei beschreibt er ein Versteck in einer Hütte, was jedoch ebenfalls nicht der Wahrheit entspricht. Außerdem versucht er zwei Bekannte, die ihm unsympathisch sind, in die Sache mit hineinzuziehen. Die Polizei nimmt die beiden vollkommen Unschuldigen fest. 
Daschner glaubt, dass Gäfgen Zeit schinden will und dass Jakob von Metzler noch am Leben ist. Er geht davon aus, dass der Junge irgendwo verdursten oder erfrieren wird. Um das Leben des Jungen zu retten – also zur Gefahrenabwehr – droht er Gäfgen an, ihn zu foltern. Gäfgen bekommt Angst und bringt die Ermittler zum Tatort, einem Steg an einem Waldsee. Gleich danach schreibt Daschner eine schriftliche Notiz, in der er die Androhung der Folter eingesteht. Nachdem Gäfgen zu lebenslanger Haft verurteilt worden ist, wird Daschner angeklagt. Er beruft sich auf entschuldigenden Notstand und argumentiert, dass er die Pflicht gehabt habe, das Leben des Kindes zu retten. Gäfgens Behauptung, Daschner hätte ihm angedroht, ihn mit zwei „großen Negern“ in eine Zelle zu sperren, die ihn vergewaltigen würden, glaubt das Gericht nicht, da es dem Verteidiger Daschners gelingt, Gäfgen als einen notorischen Lügner darzustellen.
Während der Dauer des Prozesses wird Daschner beschimpft und von Demonstranten angegriffen. Schließlich werden er und der Kriminaloberkommissar Ortwin Ennigkeit wegen der Androhung unmittelbaren Zwanges im Amt und Anstiftung dazu verurteilt und Daschner wird strafversetzt. Am Ende trifft Friedrich von Metzler Daschner und sagt, dass er nicht zum Prozess gekommen sei, weil das Daschner hätte schaden können. Dabei stellt sich heraus, dass von Metzler Daschner kein Geld gegeben hatte, um Gäfgen die Folter anzudrohen.

## Hintergrund
TeamWorx produzierte den Film fürs ZDF. Die Redaktion lag bei Katharina Dufner und Caroline von Senden. Wolfgang Daschner und die Familie von Metzler arbeiteten bei der Entstehung des Drehbuchs mit Autor Jochen Bitzer zusammen. Einzelne Szenen des Films wurden vor dem Haus der Familie von Metzler gedreht.
Die Kostüme stammen von Petra Kilian.
Die Erstausstrahlung als ZDF-Fernsehfilm der Woche am 24. September 2012 erreichte 5,27 Millionen Zuschauer und einen Marktanteil von 16,5 %.

## Kritik
„Kein Widerspruch: So haben wir Atzorn in der Tat noch nie gesehen, so intensiv, so tief, so innerlich zerrissen. Es ist seine bislang vielleicht beste Rolle. Er spielt einen Mann, der nicht sonderlich sympathisch wirkt, aber zu allem entschlossen ist, um ein Verbrechen zu verhindern.“

„Regisseur Stephan Wagner und Autor Jochen Bitzer (hat zuvor das Kohl-Biopic „Der Mann aus der Pfalz“ geschrieben) tragen penibel zusammen, die Bewertung überlassen sie den Zuschauern. In ihrem kühlen, schmerzlich detailgenauen Film wird vor allem die verbürgte Aktenlage verarbeitet, strittige Punkte hat man ausgelassen.“

„Das Fernsehspiel lässt bei dieser auch moralischen Urteilsfindung genug Spielraum für innere Revisionsprozesse. Gerade das macht den Film über alle Zweifel erhaben.“

## Auszeichnungen
Stephan Wagner gewann beim Fernsehfilm-Festival Baden-Baden 2012 den Preis für Regie der Deutschen Akademie der Darstellenden Künste. 2013 folgte der Gewinn des Grimme-Preises in der Kategorie „Fiktion“, den namentlich Drehbuchautor Jochen Bitzer, Regisseur Stephan Wagner sowie Robert Atzorn stellvertretend für das Schauspielensemble erhielten, sowie der Robert-Geisendörfer-Preis. Robert Atzorn gewann zudem den Bayerischen Fernsehpreis 2013 in der Kategorie „schauspielerische Leistungen in Fernsehfilmen“.